# Radziejowice-Parcel
Radziejowice-Parcel – wieś w Polsce położona w województwie mazowieckim, w powiecie żyrardowskim, w gminie Radziejowice. Ma status sołectwa.
W latach 1975–1998 miejscowość administracyjnie należała do województwa skierniewickiego. Na terenie wsi znajdują się, fragmenty nasypów i wykopów z niezrealizowanej z powodu wybuchu II Wojny Światowej linii kolejki EKD (ob. WKD) z Komorowa poprzez Nadarzyn do Mszczonowa.